# Propóleos adulterados Huilen
El 11 de agosto de 1992 los diarios de Argentina difundían la noticia de que una extraña enfermedad, de origen desconocido, se desarrollaba en la ciudad de La Plata. Posteriormente se descubrió que la razón de dicha enfermedad era la intoxicación con un tónico a base de propóleo de Laboratorios Huilen que contenía dietilenglicol, un alcohol no apto para el consumo humano.

## Antecedentes históricos
Entre 1937 y 1998 se dieron alrededor de seiscientas muertes por consumir medicamentos contaminados con dietilenglicol en diferentes países (Estados Unidos, Sudáfrica, Austria, India, España, Nigeria, Bangladés, Haití). Cerca de quinientas de estas muertes ocurrieron entre las décadas de los 80 a los 90.

## Casos posteriores
En abril de 2006, Armillarisin A, un antibiótico elaborado por Qiqihaer Second Medicine Factory (QSMF) empresa localizada en el Noreste de China, causó la muerte de catorce personas. El propilenglicol utilizado no contaba con control de calidad y era en verdad dietilenglicol.
En el mes de septiembre de 2006, se produjo una adulteración de un jarabe antihistamínico expectorante elaborado en Panamá, que produjo la muerte de más de cien personas y decenas de intoxicados.
En mayo de 2007, se detecta la presencia de pastas dentales importadas de China marca "Mr Cool" y "Excel" falsificadas con la presencia de dietilenglicol en Panamá, Costa Rica, Australia y República Dominicana.
Aquellos productos habrían entrado desde China, por el área de libre comercio de Panamá. Esta vez sin registrarse afectados.
Nuevamente en Nigeria en el mes de agosto de 2008, el Dietilenglicol es encontrado en un jarabe para la dentición con paracetamol denominado "My Pikin" y elaborado por Barewa Pharmaceuticals Ltd, costando la vida a más de cuarenta bebes y niños.

## Situación del laboratorio Huilen SRL hacia agosto de 1992
La firma Distribuidora Huilen SRL poseía una planta de fabricación con habilitación por parte  del Ministerio de Salud de la Nación, para la elaboración y venta de cosméticos exclusivamente, no incluyendo licencia para la elaboración de medicamentos. El establecimiento se encontraba radicado en Capital Federal, pero no realizaba actividades productivas desde mediados de 1992 en dicho local.
La empresa había adquirido un viejo local ubicado en calle Terrada 1268 / 70 perteneciente a la firma Helvetium e inició el trámite para habilitarlo.
El laboratorio elaboraba más de 40 productos cosméticos y medicinales, en forma ilegal, ya que no contaban con la habilitación del establecimiento y sus productos medicinales no contaban con la correspondiente aprobación de las autoridades sanitarias nacionales ni provinciales.

## Consecuencias de la adulteración
A fines de septiembre de 1992 distintos medios periodísticos destaparon que el número de muertos como consecuencia de tal adulteración había ascendido a más de 20 fallecidos, por el consumo del producto. El hecho provocó una gran crisis sanitaria en el país.
Según declaraciones de las autoridades sanitarias, por los medios periodísticos, Huilen poseía una producción sobredimensionada a la capacidad edilicia y operativa; los controles de calidad y las condiciones de elaboración eran pobres e insuficientes; los productos no se encontraban certificados y el laboratorio colocó números falsos en los productos comercializados, etc.
La titular del laboratorio, Mabel Aparicio, alegaría que ellos trabajaban legalmente, tenían todas las habilitaciones y que lo ocurrido fue debido a un sabotaje primero en el laboratorio, para luego indicar que había sido afuera de su establecimiento, a fin de deslindar responsabilidades.

## Situación jurídica

### Marco regulador del medicamento
La Ley 16.463 de 1964 Art. 1 y 7 de la República Argentina indica que todo producto cosmético, medicinal, dispositivo médico, que quiera comercializarse a nivel nacional (o sea venta interprovincial, capital federal o internacional), debe fabricarse y fraccionarse en un establecimiento habilitado por el Ministerio de Salud Nacional y poseer un certificado de autorización de venta por cada uno de los productos, emitido también por el Ministerio de Salud Nacional.

### Controles sanitarios
A principios de los años 1990, el Ministerio de Salud de la Nación poseía solamente aproximadamente 5 inspectores para realizar las inspecciones de todos los laboratorios en toda Argentina y era posible encontrar diferentes irregularidades en la inscripción de medicamentos. Por esos motivos, el 23 de enero de 1992 se publicó en el Boletín Oficial el decreto 150/1992 que creaba un nuevo sistema de registro de medicamentos. También se hablaba de la creación de un nuevo organismo de contralor con las características de la FDA (Administración de Alimentos y Medicamentos de Estados Unidos) que es la actual[¿cuándo?] ANMAT (Administración Nacional de Medicamentos, Alimentos y Tecnología Médica), creado posteriormente por el Decreto 1490 del 27 de agosto de 1992.

### Incumplimientos legales
Huilen comenzó a elaborar los productos que comercializaba, en la planta de calle Terrada, antes que le fuera concedida la habilitación, situación que fue reconocida por la titular de la firma en su libro. Por lo tanto todos los productos elaborados en dicho establecimiento eran ilegítimos (ilegales).
Cuando el laboratorio realizó la presentación de la documentación en la que solicitaba el pedido de habilitación de la planta de calle Terrada, lo realizó presentando un certificado municipal adulterado (dicha situación quedó plasmada en la Resolución Ministerio de Salud número 1446 - 18 de diciembre de 1992 en la que deniega darle curso al trámite de habilitación de dicha planta dado que entró en funcionamiento sin autorización y que presentó un certificado adulterado).

### Desenlace del proceso
La Cámara Nacional Contencioso Administrativo Federal, Sala V, consideró que la presentación judicial que realizó el Ministerio de Salud contra Huilen “no se ajusta en su forma o contenido a las prescripciones del art. 330 del código procesal y correlativamente su admisibilidad depende de que los vicios de que adolezca sean de tal gravedad que haga difícil conocer lo que se pretende”. Finalmente la Corte Suprema de Justicia de la Nación Argentina declaró prescripta la acción penal y debió absolver de las infracciones.
Dado que los delitos previstos en la Ley 16.463 poseen un periodo de prescripción  de solamente 5 años y que era una mega causa; no se hizo a tiempo de cumplir con todos los pasos judiciales (denuncia, prueba, alegatos y sentencia) en el que se pudiera demostrar que el personal del laboratorio había introducido  dicho alcohol tóxico en sus productos; especialmente ya que se cometieron gravísimos errores técnicos en la presentación de la acción judicial por parte del Ministerio de Salud.

### Fallos judiciales 2006 y 2009
El 28 de septiembre de 2006, la Sala Tercera la Cámara Federal de Apelaciones de La Plata, en el expediente N.º 12.262/05 caratulado "Parisi De Frezzini c/ Laboratorios Huilen y otros s/ daños y perjuicios" (Dres. Antonio Pacilio, Carlos Alberto Vallefín, Carlos Alberto Nogueira y Dra. Concepción Di Piazza de Fortín, secretaria), condenó en forma solidaria al Estado Nacional, a la provincia de Buenos Aires y al Director Técnico de Distribuidora Huilén) a abonar en favor del demandante la suma de $ 69.340,30, intereses y costas; por los daños y perjuicios derivados del hecho ilícito que causó la muerte del Sr. Parisi. La damnificada desistió de continuar la demanda contra Distribuidora Huilén SRL por la imposibilidad de notificar a la misma. La Cámara Federal encontró responsable al Estado Nacional en el incumplimiento de las obligaciones emergentes de la ley 16.463 y a la provincia de Buenos Aires por su ineficiencia en el debido ejercicio del poder de policía sanitaria.
El 20 de octubre de 2009, la Corte Suprema de la Nación compartió los fundamentos y conclusiones de la Procuraduría Fiscal de la Nación y confirmó en forma parcial el fallo de la Cámara Federal del 2006, declarando procedente el recurso extraordinario presentado por el Estado Nacional, en donde se dejó sin efecto la sentencia contra el Estado y quedando entonces firme la sentencia contra el farmacéutico y Director Técnico de la firma Emilio Alejandro Castro.
El procurador general de la Nación citó en sus considerandos lo siguiente:
"Sostiene que la sentencia es injusta al imputarle una responsabilidad basada en el ejercicio del poder de policía sobre una sustancia que no es un medicamento ni un alimento, razón por la cual no "debía" ser fiscalizada por el organismo técnico encargado de verificar y autorizar las drogas y productos farmacéuticos incluidos en la ley 16.463 y su
decreto reglamentario, como tampoco la actividad "podía" ser fiscalizada, dado que el Laboratorio Huilén y su director técnico la desempeñaban en forma clandestina. En tal sentido, alega que el laboratorio no tenía nueva habilitación, pues funcionaba en su domicilio original -el último autorizado por el Ministerio- y el nuevo domicilio se encontraba en trámite".
"En tal sentido, el poder de policía sanitaria, en este caso, está legalmente definido de modo genérico y no se identifica con una garantía absoluta de privar de todo daño a los ciudadanos derivado de la acción de terceros. Consagrar una regla de este tipo es una decisión que el legislador no ha tomado, y que no registra antecedentes en el derecho comparado.
Por lo demás, sería irrazonable que el Estado sea obligado a que ningún habitante sufra daños de ningún tipo, porque ello requeriría una previsión extrema que sería no sólo insoportablemente costosa para la comunidad, sino que haría que se lesionaran severamente las libertades de los mismos ciudadanos a proteger. Como conclusión, no puede afirmarse, como lo pretende la actora, que exista un deber de evitar todo daño, sino en la medida de una protección compatible con la tutela de las libertades y la disposición de medios razonables"

## Hipótesis de la intoxicación
- El proceso de manufactura del tónico de propóleo era el siguiente:

1. En un tanque de capacidad adecuada se colocaba el propóleo sólido (“piedras de propóleos”).
2. Se agregaba un alcohol del tipo propilenglicol, producto apto para el consumo humano.
3. Los propóleos se hacían disolver en los alcoholes aplicando calor durante un tiempo prolongado.
4. La hipótesis primaria indica que parte del producto no se disolvió por completo y como consecuencia se utilizó otro tipo de polialcohol con otra capacidad de disolución, como es el dietilenglicol, pero que es tóxico para los humanos. Dicho producto tóxico fue utilizado por desconocimiento.
5. Posteriormente dicha solución fue utilizada para completar volumen en diferentes envases.

Esta teoría fue sustentada por los resultados forenses que indicaron que las muestras analizadas poseían aproximadamente un 65% de dietilenglicol y un 32% de propilenglicol

## Conclusiones
El tónico bebible a base de propóleos marca Huilen, contaba con los siguientes incumplimientos: 
1. Se elaboró en un local no habilitado por el Ministerio de Salud de la Nación o ministerio de salud de provincia alguna.
2. No se contaba con la habilitación municipal del establecimiento y la presentada al Ministerio de Salud era fraudulenta.
3. El producto no estaba autorizado para la venta, ya que no contaba con el certificado habilitante del Ministerio de Salud de la Nación y se elaboraba con más de 40 productos que tampoco estaban autorizados para su venta.
4. La información del envase con respecto a la autorización para su venta eran fraudulentos.
5. Distribuidora Huilen SRL no poseía un control de calidad adecuado.
6. El producto no se elaboró y fraccionó cumpliendo las buenas prácticas de fabricación (Good Manufacturing Practices en inglés).[14]

Este producto ilegítimo y adulterado causó la muerte de al menos 25 personas y luego de 17 años se logró judicialmente el resarcimiento económico parcial a alguna de las víctimas. 